# Туристичка организација Прокупље
Туристичка организација Прокупље је једна од јавних установа града Прокупља, основана 1. септембра 2010. године у циљу унапређења, развоја и промоције туризма Прокупља и околине.

## Основни подаци
Основна делатност ТО Прокупље је презентација и промоција туристичких и културих вредности града и општине Прокупље, као и развој туризма овог краја, кроз израду и дистрибуцију флејера, туристичких мапа, туристичких каталога , учествовање на сајмовима  и манифестацијама, подстицање програма уређивања простора и изградње туристичке инфраструктуре.

## Туристички информативни центар
У оквиру ТО Прокупље ради и Туристички информативни центар, у оквиру ког се спроводе следеће активности:
- пружање информација везаним за туризам на територији општине (смештајни капацитети, радно време културних установа, галерије и музеја, актуелна културна дешавања у граду)
- услуге туристичких водича
- услуге категоризације смештаја
- пружање информација око потребних услова и документације за бављење сеоским туризмом

## Галерија
- Туристичка организација Прокупље
- Туристичка организација Прокупље
- Туристичка организација Прокупље
- Представљање на Сајму туризма у Београду 2025.
- Представљање на Сајму туризма у Београду 2025.